# Jorge Gabriel Larraín
Jorge Gabriel Larraín Bunster (30 de octubre de 1940), es un ingeniero comercial, académico y empresario chileno, alto ejecutivo y directivo de varias empresas vinculadas a la familia Matte, una de las más ricas de su país.

## Primeros años de vida
Hijo de agricultores del sur, estudió en el Saint George's College de Santiago desde 1948, cuando le tocó cursar el segundo año de la educación primaria. En su generación figuran, entre otros nombres, los de Cristián Precht, Patricio Guzmán Mira y Mario Yrarrázaval.
Entre sus hermanos destaca María Valentina, esposa del académico e historiador democratacristiano Claudio Orrego Vicuña y madre del abogado Claudio Orrego Larraín.

En 1958, una vez finalizada su educación secundaria, se matriculó en la carrera de ingeniería comercial en la Pontificia Universidad Católica (PUC), siempre en la capital.
Contrajo matrimonio el 28 de agosto de 1964, con la socióloga Patricia Matte, Entre sus hijos se cuenta Bernardo, presidente de la generadora Colbún, empresa filial de Minera Valparaíso.

## Vida pública
En 1964, ya casado, emigró a los Estados Unidos, con el fin de cursar un posgrado en administración en la Universidad de Chicago.
 A su regreso a Chile, se reincorporó a la PUC, esta vez como académico en la cátedra de finanzas. Entre sus alumnos destacan, entre otros, Miguel Kast, Juan Bilbao, Patricio Parodi y Martín Costabal.
Como fiel seguidor de la economía monetarista y opositor al Gobierno del presidente socialista Salvador Allende, colaboró en la redacción de El ladrillo, texto económico que sirvió de programa de Gobierno para la dictadura militar tras el derrocamiento de aquel, en 1973.
Inició su trabajo en las empresas de su suegro, el empresario Eliodoro Matte Ossa, en el año 1966, como gerente general de Minera Valparaíso, una sociedad que agrupaba diversas inversiones. En 1977 pasó a la presidencia de la firma tras la salida del cargo de Matte Ossa. Desde ese puesto, que ocupa hasta el día de hoy, diseñó en lo sucesivo estrategias para crecer en distintas áreas de negocios, entre los que sobresale el eléctrico.

## Nota
1. ↑  Larraín y Matte, que contrajeron matrimonio el 28 de agosto de 1964, son parientes. El padre de aquél era primo hermano de la madre de ésta, por cuanto ambos eran nietos de Bernardo Larraín Alcalde y Clarisa Pérez-Cotapos Silva.

| Predecesor: Eliodoro Matte Ossa   | Presidente de Minera Valparaíso 1976 - | Sucesor: En el cargo        |
| Predecesor: Benjamín Davis Clarke | Presidente de AFP Summa 1984 - 1986    | Sucesor: Alfonso Grez Matte |

- Datos: Q5935120